# مقياس الحقل الكهربائي

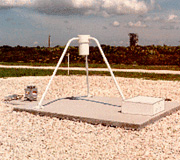
مقياس الحقل الكهربائي

مقياس الحقل الكهربائي هو جهاز علمي خاص يستخدم من أجل قياس شدة الحقل الكهربائي في الغلاف الجوي، وهو متغير مهم من متغيرات كهرباء الغلاف الجوي.
يستخدم هذا القياس للتنبؤ بإمكانية حدوث ضربات برق في منصات إطلاق الصاروخ وكذلك مكوك الفضاء. كما يستخدم أيضاً في المختبرات الخارجية لأجهزة الوقاية من البرق والصواعق، وذلك من أجل تحديد شروط التجربة المثلى.
يمكن أن يكون هذا المقياس على سطح الأرض، كما يمكن أن يكون القياس مرتفعاً عنه، وذلك بإجراء القياس داخل سحابة سندانية على سبيل المثال.